# Syrské ozbrojené síly
Syrské ozbrojené síly (arabsky: القوات المسلحة العربية السورية) jsou armádou Syrské arabské republiky sestávající z pozemních sil, námořnictva, letectva, Republikánské gardy, vojenského zpravodajství a dalších složek. Vrchním velitelem ozbrojených sil je prezident Sýrie.

## Historie

### Vznik
Syrské ozbrojené síly mají kořeny v jednotkách, které vznikaly pod francouzským mandátem. Dne 1. srpna 1945 syrský prezident Šukrí al-Kuvatlí oznámil vznik syrské národní armády vytvořené ze 7 000 syrských vojáků, kteří opustili francouzské Speciální síly. Roku 1947 získala Sýrie nezávislost na Francii a následující rok byla uzákoněna všeobecná branná povinnost. V letech 1948–1949 se syrské ozbrojené síly účastnily první arabsko-izraelská války. Roku 1949 došlo ke dvěma vojenským pučům.

### Baasistická Sýrie
Po státním převratu v roce 1963 se syrská armáda účastnila dalších tří konfliktů s Izraelem. V průběhu šestidenní války roku 1967 utrpěla porážku a ztratila Golanské výšiny. Následovala Opotřebovací válka v letech 1967–1970 a Jomkipurská válka roku 1973, která byla ukončena pouze příměřím, nikoliv mírovou smlouvou.
Pod vládou režimu strany Baas početní stav ozbrojených sil značně narostl, od 80. let pak mírně klesal: roku 1964 měly ozbrojené síly 64 000 vojáků, v roce 1973 již 149 000 a v roce 1986 až 400 000. Po rozpadu Sovětského svazu ztratila Sýrie hlavního vojenského partnera, který poskytoval jejím ozbrojených silám školení, techniku i finanční pomoc. Díky tomu, že se roku 1991 připojila k protiiráckým silám ve válce v Zálivu, dostala od arabských států značnou finanční podporu, kterou poté z velké části směřovala do dalších vojenských výdajů. K roku 1998 tvořily syrské ozbrojené síly přibližně 320 000 mužů, z toho zhruba 250 000 vojáků základní služby; téhož roku bylo odvedeno přibližně 152 600 branců. Délka prezenční služby byla do roku 2005 dva a půl roku, později byla několikrát zkrácena: v roce 2005 na dva roky, v roce 2008 na 21 měsíců a v roce 2011 na 18 měsíců.
Ozbrojené síly měly silný vliv na chod státu až do začátku občanské války a podílely se vedle obrany země i na veřejných pracích, budování silnic a veřejné zdravotní službě. K roku 2004 mělo pozemní vojsko celkem 200 000 mužů v aktivní službě a 280 000 v záloze. Námořnictvo disponovalo 7 600 muži ve službě a 4 000 v záloze, letectvo zaměstnávalo celkem 35 000 mužů a s dalšími 70 000 v záloze a protiletecká obrana měla k dispozici 54 200 aktivního personálu. Ve stejném období armáda vlastnila 4 200 tanků, 800 průzkumných vozidel, 2 100 bojových vozidel pěchoty, 1 600 dopravních vozidel, 1 630 kusů polního dělostřelectva, 430 kusů mobilního dělostřelectva a stovky dalšího armádního vybavení. Námořnictvo operovalo s 2 fregatami, 12 raketovými čluny a dalšími 20 loděmi rozdílné specializace, doplněných ozbrojenými helikoptérami. Letectvo mělo k dispozici 520 bojových letadel a 71 helikoptér. Ozbrojené složky orientované na protivzdušnou obranu měly pod kontrolou 160 baterií pro rakety země–vzduch a 4 000 kusů protiletadlového dělostřelectva.
V květnu roku 2011 byly ozbrojené síly použity k násilnému potlačení protirežimních protestů v rámci Arabského jara. Eskalace konfliktu vedla k občanské válce poté, co 29. července téhož roku došlo k vytvoření první opoziční milice, Svobodné syrské armády (FSA), kterou vyhlásila skupina důstojníků a několik tisíc vojáků, kteří dezertovali z režimních sil.
Před vypuknutím občanské války byl jejich aktivní vojenský personál baasistického režimu odhadován na zhruba 300 tisíc aktivních vojáků a zhruba stejný počet rezervistů. Většina členů armády byli sunnité, zatímco až sedmdesát procent velitelských pozic zastávali Alavité. Pro další roky chybí většinou věrohodná data, ale odhaduje se prudký pokles jednotek kvůli obětem a častým dezercím. V roce 2018 se síla armády pohybovala kolem 150 000 mužů a žen. Před kolapsem vlády roku 2024 se počet odhadoval na 200 tisíc, z toho ale jen 70 tisíc mělo být dostatečně věrných režimu.

### Přechodná vláda
Poté, co opoziční ofenzíva v listopadu 2024 vedla k dobytí Damašku a dalších významných měst, došlo ke zhroucení baasistického režimu a jeho armády. Prezident Asad uprchl ze země a moc převzala přechodná vláda. Ta 12. prosince 2024 jako jedno ze svých prvních opatření nařídila rozpuštění ozbrojených sil starého režimu. Byla též vyhlášena amnestie pro vojáky, která se však vztahovala pouze na brance odvedené proti jejich vůli. Důstojníci, kteří se podíleli na mučení a vraždění vězňů, mají být potrestáni a vláda vydala zatykače na 160 z nich. Někteří příslušníci ozbrojených složek starého režimu se silám nové vlády hromadně vzdali a odevzdali jim své zbraně.
Na jednání vůdců povstaleckých skupin v prosinci 2024 bylo dohodnuto, že všechny ozbrojené skupiny budou sloučeny a reformovány na regulérní armádu. Krátce poté přechodná vláda jmenovala 7 povstaleckých velitelů do generálských hodností a 40 dalších do hodnosti plukovníka. Bylo také rozhodnuto o zrušení povinné vojenské služby a výstavbě profesionálního vojska. Základem nové armády se stali bývalí bojovníci milic Hajját Tahrír al-Šám (HTS), které byly rozpuštěny a začleněny do ozbrojených sil v lednu 2025. Do nového vojska byla začleněna i Syrská národní armáda o počtu zhruba 30 tisíc mužů. Další z povstaleckých sil, Syrská svobodná armáda (SFA) byla integrována jako 70. divize. V březnu 2025 prozatímní ústava zakotvila, že vlastnictví zbraní a formování vojenských jednotek je výhradně v kompetenci státu. Krátce poté byla podepsána dohoda mezi kurdskými jednotkami SDF a přechodnou vládou o integraci do společné armády.  V červnu měl početní stav armády podle oficiálních zdrojů dosahovat poloviny z plánovaných 200 tisíc vojáků. V červenci byl rekrutační cíl zvýšen na 300 tisíc.

## Galerie

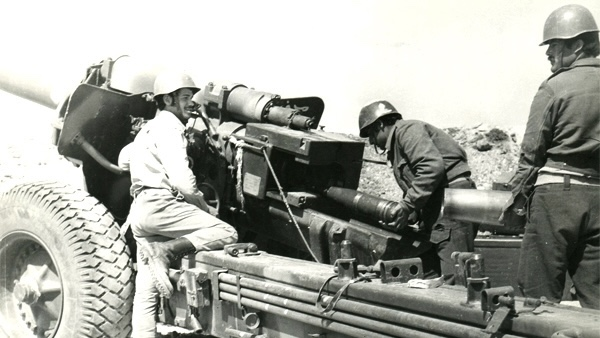
Syrské dělostřelectvo cca 1974
Pozdější prezident Bašár Asad promlouvá k vojákům, cca 1994
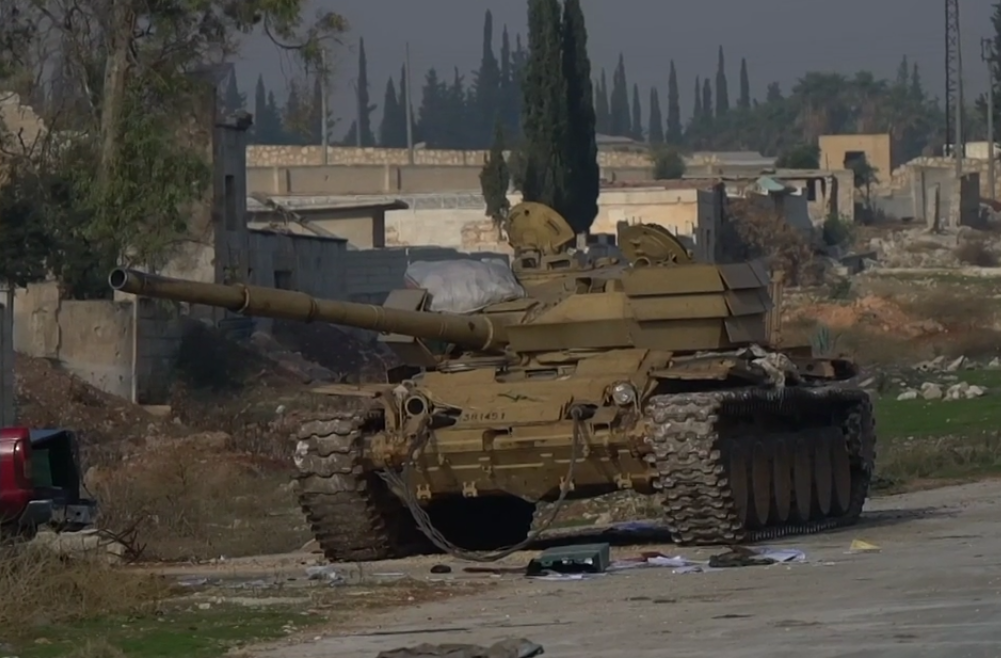
Opuštěný tank syrských vládních sil, 2024